# Simargl
Simargl je východoslovanské božstvo nejasné funkce, případně dva bohové, v tomto případě by jejich jména byl Sim a Rgl či Sim a Vorchgl apod. jak to uvádí některé prameny, které jméno rozdělují. Nejčastěji se vykládá jako ekvivalent íránského démona Simurga, bájného ptáka perské mytologie, kterého Sarmati nazývali Simarg. V druhém případě řečtí dioskúrové, což by mohlo znamenat, že Sim a Rgl jsou dvojčata – Blíženci. Toto božstvo poměrně brzy z pramenů mizí, což může znamenat, že jeho kult nebyl tak silný jako u ostatních bohů.

## Prameny
Pověst dávných let uvádí Simargla mezi božstvy, jejichž modly vztyčil v Kyjevě kníže Vladimír:
| „ | A postavil na návrší vně opevněného dvorce modly: Perunovi ze dřeva, hlavu jeho ze stříbra a vous ze zlata; také Chorsovi Dažbogovi, Stribogovi, Simarglovi a Mokoši. | “ |

V dalších písemných pramenech se vyskytuje mnoho variant jeho jména, jedná se o jména Semarъglъ, Simarъglъ, Sěmarъglъ, Sejmareklъ. Rozdvojená varianta Sim a Rgl je zmiňována s několika dalšími bohy ve východoslovanském kázání Slovo někojego christoljubca, revnitělja po pravoi věre, jež pochází z 11. či 12. století:
| „ | A věří v Peruna, v Chorse, v Sima i Rgla, v Mokoš a ve víly, kterých je, jak říkají prokletí a nerozumní, třicet sester, ty považují za bohyně a obětují jim – krávy jim porážejí a kuřata podřezávají; a modlí se k ohni, nazývajíce jej Svarožicem, a česnek bohům připravují, a když je u někoho hostina, tehdy ho kladou do věder a číší a pijí, veselíce se pro své modly.“ | “ |

## Hypotézy

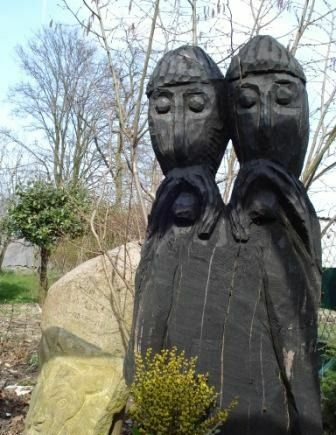
Replika blíženeckého idolu dle originálu z Tollensesee

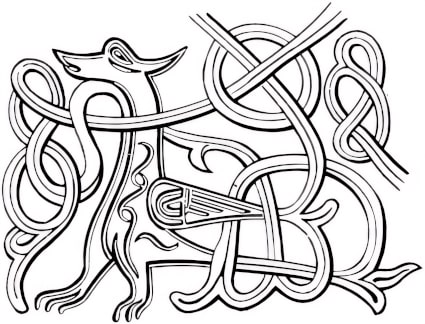
Motiv zvířete na náramku z 12.–13. století vykládaný jako Simargl nebo Simurg

Rozdělení jména v poměrně raném prameni Slovo někojego christoljubca vedlo některé badatele k hypotéze, že se jednalo o dvě božstva. Aleksander Brückner vykládal Sim/Siem od ruského semъja „rodina“ a Rgiel od polského rżysko „žito“, u druhého jména hledal souvislost i s pojmenováním Rujány. Považoval tedy Sima a Rgla za bohy rodiny a úrody. Svou hypotézu o dvou jménech také podpořil poukazem na jména polských bájných knížat Siemowit a Siemomysl a místní názvy jako je Rgielsko. V případně platnosti této hypotézy mohou být chápáni jako božští blíženci, analogie řeckých Dioskúrů, a především indických Ašvinů. Podobným způsobem došel Vittore Pisani k závěru. že Sim byl bohem dobytka a Rgl bohem obilí. Tento výklad však není ostatními badateli příliš přijímán.
Další hypotéza, zastávaná například Borisem Rybakovem, spojuje Simargla s bájným ptákem s perské mytologie zvaným Simurg či Simorg. Úcta k této bytosti byla na Blízkém východě živá ještě ve středověku a její jméno je skutečně podobné jménu Simargl. Bytosti podobné této se vyskytují také ve středověkém ruském umění. Badatelé, kteří zastávají tuto hypotézu, považují Simargla za prostředníka mezi bohy a lidmi. Rybakov jej zároveň považoval za ochránce osetých polí, který byl později v lidovém prostředí znám jako Pereplut, a jeho atributem byl strom života. Problémem tohoto výkladu je koncové -lъ ve slovanském jméně, které nemá v perské výrazu žádný předobraz, a Símurgovi také nikdy nebyly připisovány božské atributy. Kromě toho Pověst dávných let uvádí, že na kyjevském božišti stáli kumiry, čímž jsou pravděpodobně myšleny modly antropomorfní.

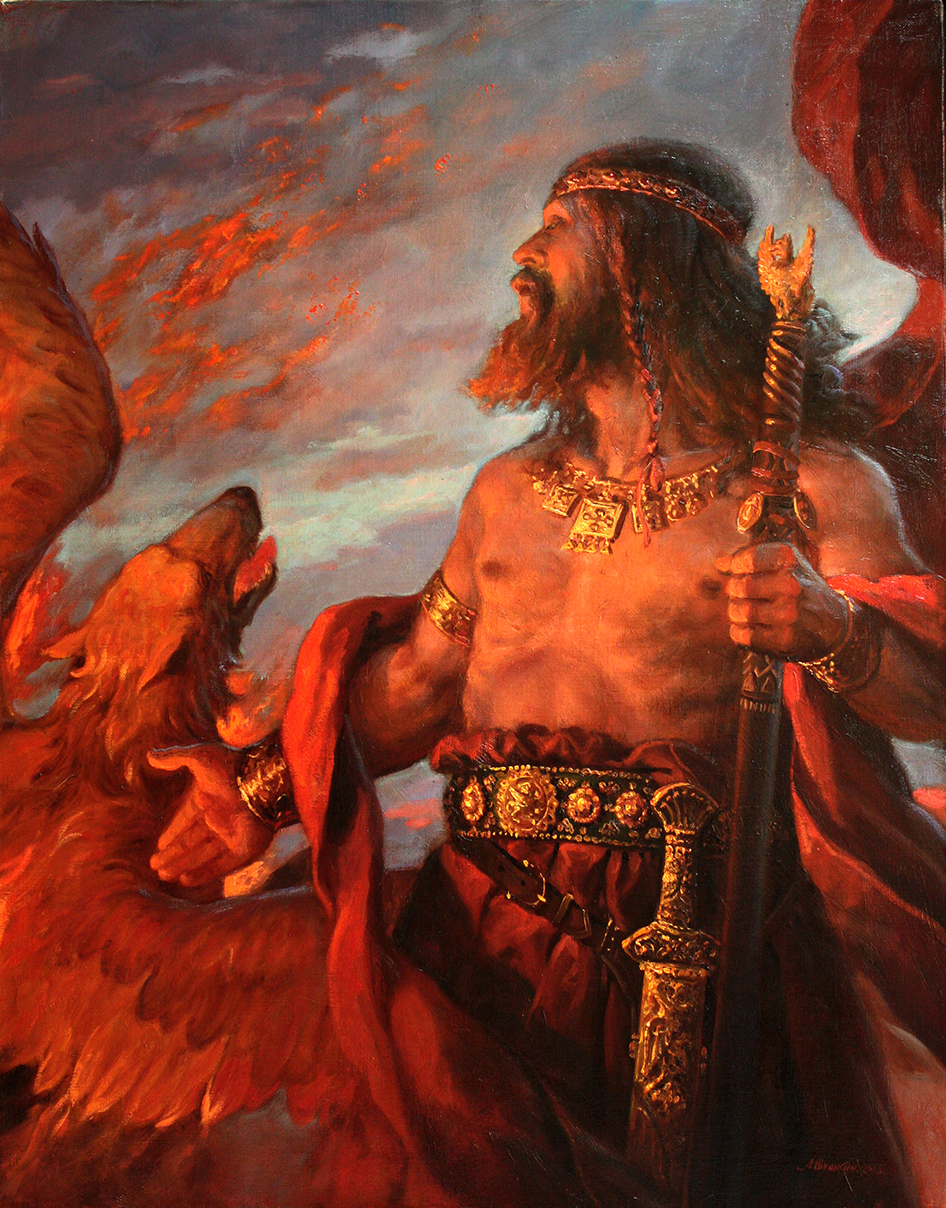
Simargl a Ogněbog od Andreje Šiškina

Vladimir Toporov, navazující na Louise Légera, odvodil s poukazem na polykefalismus slovanských božstev Simarglovo jméno ze staroruského Sedmoro-golvъ „Sedmihlav“. Srovnal jej tak se sedmihlavým božstvem Rujevítem, ctěným kmenem Ránů na Rujáně. V rámci perské teorie poukázal na podobnost Símurga a východoslovanského Diva, což je démonická bytost s věšteckými schopnostmi, v lidových představách se zjevující jako letící pták nebo antropomorfizovaný vítr.
Existuje ještě několik hypotéz, které nejsou badateli příliš přijímány. P. Preis považoval Simargla za zkomoleninu jmen bohyň Ašimy a Ergely zmíněných v Bibli a N. Gedeonov a Vatroslav Jagić jej vykládali zase jako zkomoleninu jména řecko-egyptského Sema-Hérakla. Lubor Niederle považoval Simargla či Sima a Rgla za božstvo původu řecko-orientálního původu nebo za pouhou literární fikci.